# Bikstok
Bikstok eller Bikstok Røgsystem  er den første dansksprogede dancehallgruppe bestående af Eagger, Pharfar og Blæs Bukki. Bandet er mest kendt for deres hit "Cigar" fra 2005.. Deres debutalbum Over stok og sten fik meget gode anmeldelser, og de har også fået positive anmeldelser af livekoncerter. I 2006 blev gruppen opløst. Sidenhen har de været samlet flere gange for at spille koncerter og i 2013 blev gruppen atter samlet for at indspille nyt materiale.

## Karriere
I 2005 udgav Bikstok Deres debutalbum Over stok og sten, albummet fik særdeles rosende anmeldelser.
Bikstok spillede en del koncerter i 2005 og 2006. Ved Roskilde Festival 2005 spillede de for flere end 25.000 mennesker på den næststørste scene (Arena) . Koncerten blev, ligesom adskillige andre liveoptrædender dette år på bl.a. Skanderborg Festival positivt anmeldt.
Ved Danish Music Awards 2006 vandt de "Årets Danske Rap/Hip-Hop Udgivelse", til alle store overraskelse, ikke mindst deres egen, for som Blæs Bukki bemærkede da de tog imod prisen "vi laver dancehall, ikke hiphop". Pharfar vandt ved samme lejlighed "Årets Danske Producer" prisen.
I slutningen af august 2006 opløstes bandet på grund af personlige forskelligheder, men har dog siden gendannet sig ved enkelte lejligheder som i Vega 31/1 2009 til Bob Marleys fødselsdagsfest, samt igen i Vega d. 11/9 2009, hvor de var hovednavn. I 2013 er bandet samlet igen og arbejder på en ny plade. De udgav singlen "Delerium", som blev valgt til P3s Uundgåelige.
Den 16. marts 2015 udgav Bikstok en ny EP, Uranium, der modtog 5/6 stjerner i musikmagasinet GAFFA.
Samtidig ændrede de gruppens navn ved at fjerne "Røgsystem", så de bare hedder Bikstok.

## Medlemmer
- Eagger (Dwayne McFarlane)
- Pharfar (Søren Schou)
- Blæs Bukki (Lasse Bavngaard)

## Hæder
Danish Music Awards
| År   | Modtager/nomineret arbejde                       | Pris                               | Resultat  |
| ---- | ------------------------------------------------ | ---------------------------------- | --------- |
| 2006 | Over stok og sten                                | Årets Danske Album                 | Nomineret |
| 2006 | Bikstok Røgsystem                                | Årets Danske Gruppe                | Nomineret |
| 2006 | "Cigar"                                          | Årets Danske Hit                   | Nomineret |
| 2006 | Over stok og sten                                | Årets Danske Rap/Hip-Hop Udgivelse | Vundet    |
| 2006 | Pharfar for Bikstok Røgsystems Over stok og sten | Årets Danske Producer              | Vundet    |
| 2006 | "Cigar"                                          | Årets Danske Musikvideo            | Nomineret |

GAFFA-prisen
| År   | Modtager/nomineret arbejde | Pris                         | Resultat |
| ---- | -------------------------- | ---------------------------- | -------- |
| 2005 | Bikstok Røgsystem          | Årets Nye Danske Navn        | Vundet   |
| 2015 | Uranium                    | Årets Danske Urban-udgivelse | Vundet   |

P3 Guld
| År   | Modtager/nomineret arbejde | Pris             | Resultat  |
| ---- | -------------------------- | ---------------- | --------- |
| 2005 | "Cigar"                    | P3 Lytterhit     | Nomineret |
| 2005 | Bikstok Røgsystem          | P3 Gennembruddet | Vundet    |

Årets Steppeulv
| År   | Modtager/nomineret arbejde    | Pris           | Resultat |
| ---- | ----------------------------- | -------------- | -------- |
| 2005 | Bikstok Røgsystem             | Årets Håb      | Vundet   |
| 2006 | "Fabrik" (feat. Erik Clausen) | Årets Sang     | Vundet   |
| 2006 | Bikstok Røgsystem             | Årets Orkester | Vundet   |

## Diskografi

### Album
| År                                                       | Album             | Højeste placering | Certificering |
| År                                                       | Album             | DAN               | Certificering |
| -------------------------------------------------------- | ----------------- | ----------------- | ------------- |
| 2005                                                     | Over stok og sten | 1                 | —             |
| 2015                                                     | Uranium           | —                 | —             |
| "—" markerer en udgivelse der ikke opnåede en placering. |                   |                   |               |

### Singler
| År                                                       | Single                            | Højeste placering | Certificering | Album             |
| År                                                       | Single                            | Danmark           | Certificering | Album             |
| -------------------------------------------------------- | --------------------------------- | ----------------- | ------------- | ----------------- |
| 2004                                                     | "Cigar" (featuring Natasja)       | 19                | —             | Over stok og sten |
| 2005                                                     | "Fabrik" (featuring Erik Clausen) | 18                | —             | Over stok og sten |
| 2005                                                     | "DK's koner"                      | —                 | —             | Over stok og sten |
| 2005                                                     | "Radio"                           | —                 | —             | Over stok og sten |
| 2013                                                     | "Delerium"                        | 12                | —             | Uranium           |
| 2015                                                     | "80'eren"                         | 40                | —             | Uranium           |
| "—" markerer en udgivelse der ikke opnåede en placering. |                                   |                   |               |                   |